# معدن رادیو اکتیو
معدن رادیو اکتیو در مهندسی معدن به نوعی از معادن با کانی هایی نظیر "Uraninite" و "Autunite" اطلاق میگردد. در این معادن به میزان بالایی پرتوهای رادیو اکتیو گاما از سنگها ساطع میگردد.